# NGC 5394
NGC 5394 (другие обозначения — UGC 8898, IRAS13564+3741, MCG 6-31-33, KCPG 404A, ZWG 191.24, VV 48, KUG 1356+376A, Z 1356.4+3742, Arp 84, PGC 49739) — галактика в созвездии Гончие Псы.
Этот объект входит в число перечисленных в оригинальной редакции «Нового общего каталога», а также включён в атлас пекулярных галактик.
NGC 5394 образует взаимодействующую пару с галактикой NGC 5395. Эта пара из-за своей формы получила название «Цапля». NGC 5394 представляет собой компактный диск угловым диаметром 30", с чётко выраженной концентрацией звёзд в центре и ярким ядром. «Шею» цапли образует длинный тонкий приливной хвост, почти касающийся северо-западного рукава NGC 5395. Хвост с противоположной стороны образует «голову» и «клюв» цапли.
Спектроскопическое исследование 2015 года, опубликованное в Monthly Notices of the Royal Astronomical Society, обнаружило вспышку звездообразования в ядре NGC 5394.